# 星長治
星 長治（ほし ちょうじ、1920年2月10日 - 1994年1月14日）は、日本の政治家、参議院議員（1期、自由民主党）。

## 来歴
宮城県亘理郡亘理町出身。仙台高等実務学校卒。亘理町議を経て、宮城県議を5期務め、県会議長になる。1983年の第13回参議院議員通常選挙で宮城県選挙区から自民党公認で立候補して当選。第3次中曽根内閣で農林水産政務次官に就任。1989年の第15回参議院議員通常選挙で落選。参議院議員を1期務めた。1994年1月14日死去、73歳。死没日をもって勲三等旭日中綬章追贈、従四位に叙される。
ほか、亘理町漁業協同組合長理事、宮城県信漁連会長、全国内水面漁協連副会長、自民党農水局、国民生活局次長、国土審議会委員などを歴任した。